# یک دست‌وپاچلفتی در زمین گلف
یک دست‌وپاچلفتی در زمین گلف (انگلیسی: A Foozle at the Tee Party) یک فیلم کمدی صامت کوتاه به کارگردانی هال روچ است که در سال ۱۹۱۵ انتشار یافت. از بازیگران این فیلم می‌توان به هارولد لوید، اسناب پالرد، ارل موهان و ببه دنیلز اشاره کرد.